# Ukrainische Botschaft in Bern

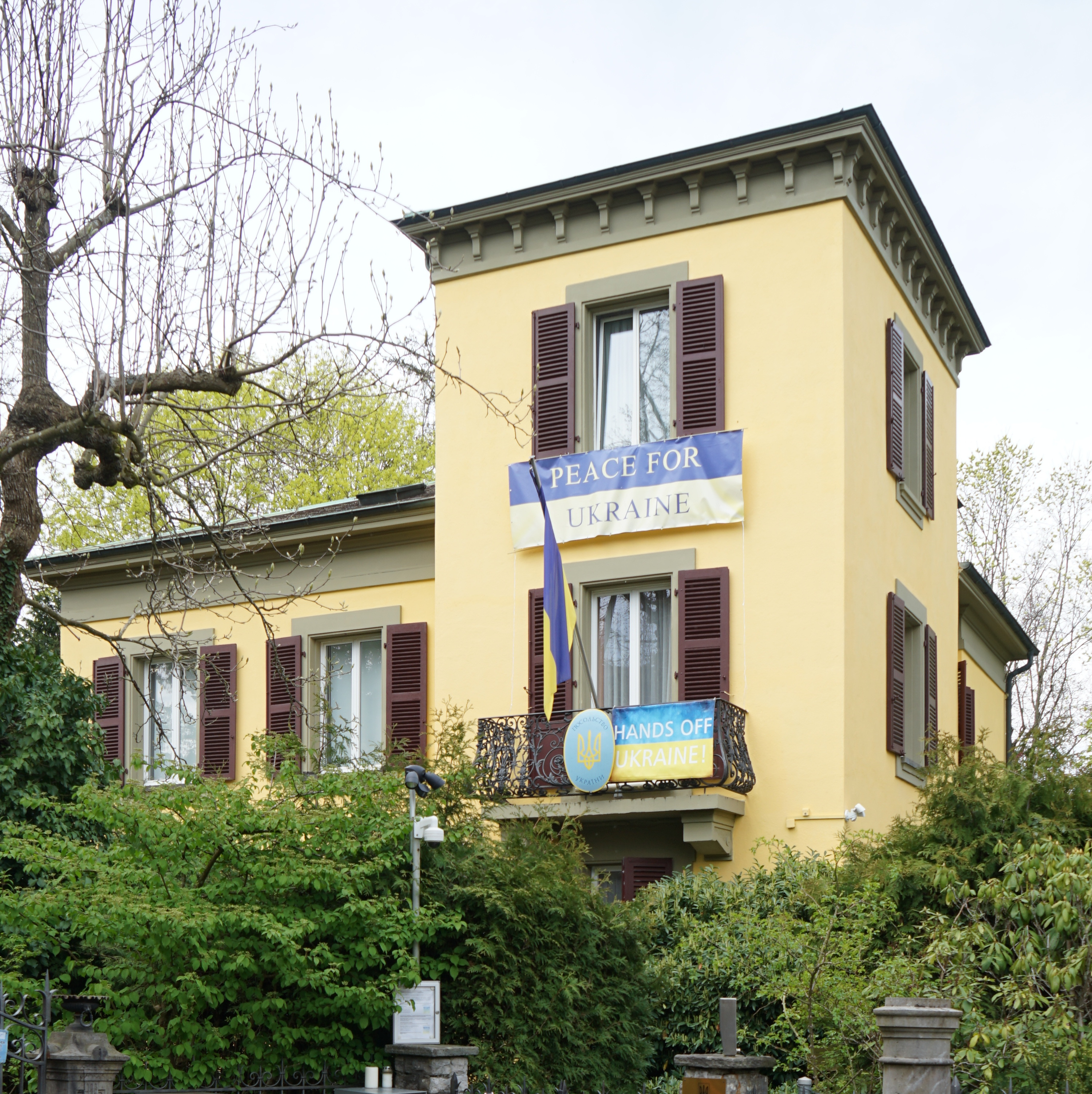
Botschaftsgebäude in Bern, 2023

Die ukrainische Botschaft in Bern ist die diplomatische Vertretung der Ukraine in der Schweiz. Das Botschaftsgebäude befindet sich im Feldeggweg im Berner Stadtteil Kirchenfeld-Schosshalde. 

## Geschichte
Mit dem Zerfall des Zarenreichs entstand 1918 erstmals ein ukrainischer Nationalstaat. Die Schweiz erkannte den Ukrainischen Staat an. Jurij Hassenko wurde 1918 erster diplomatischer Vertreter der Ukraine in der Schweiz. Im Russischen Bürgerkrieg eroberte die Rote Armee den grössten Teil der Ukraine und diese wurde als Ukrainische Sozialistische Sowjetrepublik in die Sowjetunion eingegliedert. Nach Botschafter Nikolaus von Wassilko war Generalkonsul Senon Kurbas von 1923 bis 1926 der letzte diplomatische Vertreter in der Schweiz.
Nach dem Zerfall der Sowjetunion erklärte sich die Ukraine im August 1991 für unabhängig. Die Schweiz erkannte die Unabhängigkeit der Ukraine am 23. Dezember 1991 an. Die diplomatischen Beziehungen wurden am 6. Februar 1992 aufgenommen. Die Botschaft in Bern wurde im Februar 1993 eröffnet. Zwischen den Parlamenten der Ukraine und der Schweiz gibt es Freundschaftsgruppen und seit 1992 einen Austausch von Besuchen parlamentarischer Delegationen. Der erste Botschafter war Andrij Osadowskyj. Seit Juni 2018 ist Artem Rybtschenko ukrainischer Botschafter in der Schweiz.
Im kulturellen und humanitären Bereich gibt es regelmässige Projekte zwischen beiden Ländern. Über die Schweizer Botschaft erfolgt auch eine Betreuung des kulturellen und künstlerischen Austauschs mit dem Fürstentum Liechtenstein.

## Konsulareinrichtungen der Ukraine in der Schweiz
- Konsularabteilung der Botschaft der Ukraine in Bern

## Botschaftsgebäude in Bern

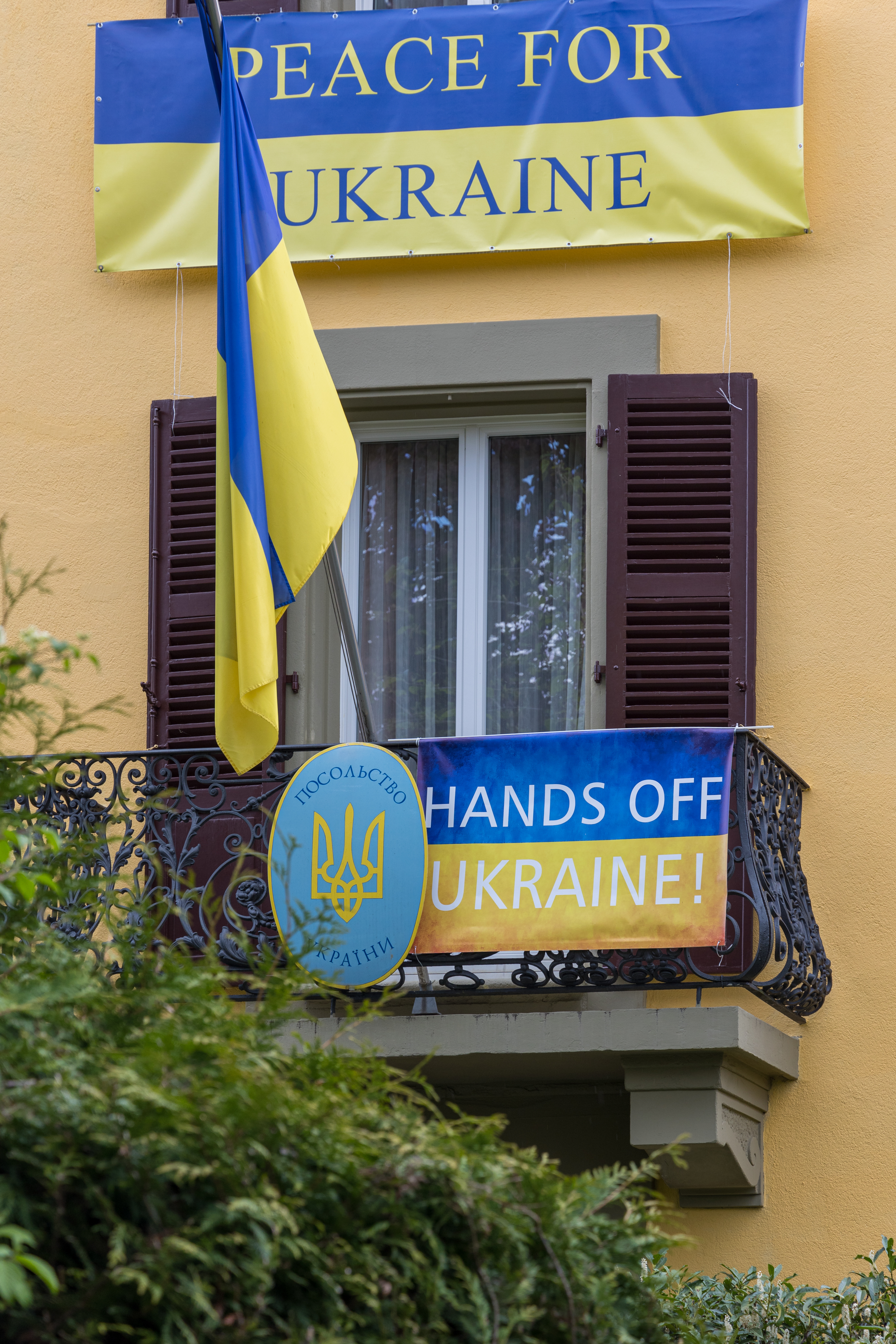
Peace for Ukraine – Hands off Ukraine an der Fassade der Botschaft, 2022

Sitz der Botschaft ist die 1887 erbaute Villa im Feldeggweg 5 im Quartier Unteres Kirchenfeld/Dalmazi südlich der Altstadt der Schweizer Hauptstadt.

## Botschafter und Gesandte der Ukraine in der Schweiz
- Jurij Hassenko (1918)
- Jewmen Lukassewytsch (1918–1919)
- Nikolaus von Wassilko (1919–1923)
- Senon Kurbas (1923–1926)

- Andrij Osadowskyj (1992–1993)
- Oleksandr Sliptschenko (1993–1997)
- Nina Kowalska (1998–2000)
- Jewhen Berscheda (2000–2003)
- Sjusanna Stanik (2003–2004)
- Ostap Juchymowytsch (2004–2008)
- Ihor Dir (2008–2014)
- Ostap Juchymowytsch (2014–2018)
- Artem Rybtschenko (2018–2022)
- Iryna Wenediktowa (2022– )[6]

## Fussnoten
1. ↑  Ukrainische Botschaft: «З історії Посольства України в Швейцарії». (ukrainisch, abgerufen am 23. Februar 2021)
2. ↑  Ukrainische Botschaft: Politische Beziehungen zwischen der Ukraine und der Schweiz. (abgerufen am 23. Februar 2021)
3. ↑  Ukrainische Botschaft: Aus der Geschichte der Botschaft. (abgerufen am 23. Februar 2021)
4. ↑  Ukrainische Botschaft: Zusammenarbeit im kulturell-humanitären Bereich. (abgerufen am 23. Februar 2021)
5. ↑  Ukrainische Botschaft: Kulturelle und humanitäre Zusammenarbeit. (abgerufen am 23. Februar 2021)
6. ↑  Botschaft der Ukraine in der Schweizerischen Eidgenossenschaft - Person. Abgerufen am 28. Januar 2023.

Koordinaten: 46° 56′ 38,1″ N, 7° 26′ 49,5″ O; CH1903: 600644 / 199204